# Дальність плавання
Да́льність пла́вання — одна з основних характеристик корабля.

## Зміст
Дальність плавання визначається, як максимальна відстань, яку може пройти корабель (судно) без дозаправлення паливом і змащувальними матеріалами, а також поповнення запасів котельної води (для пароплавів і паротурбінних кораблів). Визначається на випробуваннях і обчислюється для різних швидкостей, наприклад, для максимальної швидкості, для економічного ходу тощо. Найбільшій дальності плавання відповідає так звана економічна швидкість корабля. Для сучасних великих морських суден становить 15 — 20 тисяч миль.
Для кораблів (суден) з атомною силовою установкою дальність плавання практично необмежена і визначається терміном між перезаряджання активних зон реакторів, який обчислюється роками та десятками років.
Терміном автономність плавання визначається максимально допустимий час знаходження в морі без поповнення запасів, що не стосується руху корабля.